# Museo delle porcellane
Il Museo delle porcellane è situato nel cosiddetto "Casino del Cavaliere", in uno dei punti più alti del Giardino di Boboli a Palazzo Pitti, Firenze.
Nel 2013 il circuito museale del giardino di Boboli, che comprende anche il Museo degli Argenti, la Galleria del Costume, il Museo delle porcellane e il giardino Bardini, è stato il sesto sito italiano statale più visitato, con 710.523 visitatori e un introito lordo totale di 2.722.872 Euro. Nel 2016 il circuito museale ha fatto registrare 881.463 visitatori..

## Storia e descrizione
Sebbene la sua apertura risalga appena al 1973, la collezione delle porcellane è molto antica, con pezzi regalati ai granduchi da altri sovrani europei o fatti realizzare da loro stessi su commissione. Molti pezzi furono collezionati dai Lorena, in particolare Pietro Leopoldo e Ferdinando III. Nonostante ciò il cuore della collezione in larga parte fu portato a Firenze dalla famiglia Savoia unificando a palazzo Pitti le collezioni di alcune regge "ereditate" di fatto dopo l'unità d'Italia, quali il palazzo ducale a Parma e le regge di Piacenza e di sala Baganza.
Gli esemplari esposti appartengono alle più celebri e blasonate manifatture europee, che dal Settecento riuscirono a emulare le tecniche di questo esclusivo materiale, fino ad allora ad appannaggio unico delle manifatture cinesi e giapponesi.
Numerosi sono i serviti di rappresentanza di piatti, tazze e tazzine, specialmente dedicate alle nuove mode di prendere il caffè e la cioccolata in tazza, nonché le numerose teiere, i vasi e le statuine, tutti decorati con soavi motivi ornamentali in stile soprattutto rococò e neoclassico.
Fra le manifatture di provenienza figurano: la Real Fabbrica di Napoli (Capodimonte) come il Gruppo della scuola degli orsi e diciotto statuette di popolane napoletane; quella toscana del marchese Carlo Ginori a Doccia, presso Sesto Fiorentino, con opere sette e ottocentesche; le manifatture francesi di Tournai, Vincennes, Chantilly e altre manifatture parigine; porcellane viennesi, in larga parte raccolte da Ferdinando III di Toscana; porcellane della manifatture tedesche di Meissen e Würzburg, tra le quali figurano una zuccheriera a forma di tartaruga e una teiera a forma di gallina.

## Mostre
- Fra 2005 e 2006 il museo delle porcellane ha accolto una mostra sulle ceramiche di Paolo Staccioli, caratterizzate da leggerezza, grazia e ironia.
- Presso il Museo delle Porcellane si è tenuta una mostra sull'artista americana Betty Woodman. Si è trattato per lo più di tazze e vasi realizzati al tornio o a fusione, utilizzando la pasta tenera, smalti colorati e dorature.
- Nel 2010 è stata dedicata una mostra a Paola Staccioli e alle sue opere bizzarre e fiabesche: teiere, vasi, ciotole, tazzine, bicchieri, piatti, mattonelle..